# Shorāpur
Shorāpur är en ort i Indien.   Den ligger i distriktet Yadgir och delstaten Karnataka, i den södra delen av landet, 1 300 km söder om huvudstaden New Delhi. Shorāpur ligger 480 meter över havet och antalet invånare är 49 501.
Terrängen runt Shorāpur är huvudsakligen platt. Shorāpur ligger uppe på en höjd. Runt Shorāpur är det ganska tätbefolkat, med 166 invånare per kvadratkilometer. Närmaste större samhälle är Sāgar, 12,4 km norr om Shorāpur. Trakten runt Shorāpur består till största delen av jordbruksmark.